# Tramwaje w Parli

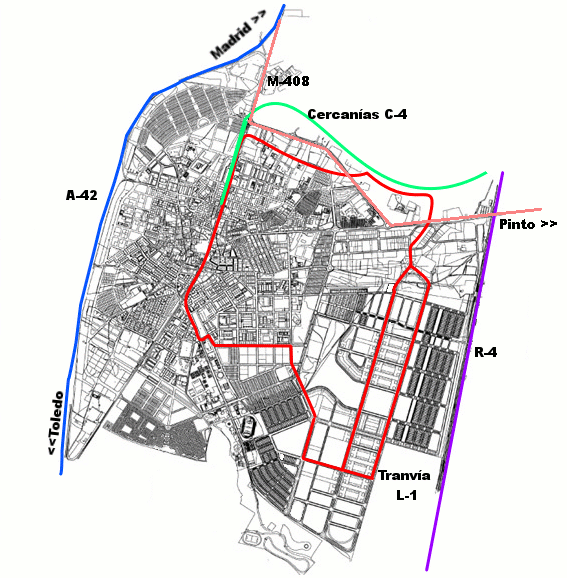
Mapa sieci tramwajowej

Tramwaje w Parli (hiszp. Tranvía de Parla) – system komunikacji tramwajowej kursujący w hiszpańskim mieście Parla, położonym 20 km na południe od Madrytu. 
System tworzy jedna okrężna linia, posiadająca 15 przystanków, w tym 4 przystanki podwójne (w zależności od kierunku jazdy) o łącznej długości 8,3 km. Trasa tramwaju rozpoczyna się i kończy na przystanku Plaza de Toros. Otwarcie I etapu nastąpiło 6 maja 2007, zaś budowę II etapu zainaugurowano 8 września 2007. W budowie pozostaje jeszcze stacja Parla Norte, gdzie tramwaje będą się zatrzymywały bezpośrednio na nowej stacji kolei podmiejskiej Cercanías Madrid. Tramwaje kursują codziennie od poniedziałku do niedzieli w godzinach od 5:00 do 01:00. Średnia częstotliwość kursowania tramwajów to 7–10 minut w godzinach szczytu oraz co 15 minut poza godzinami szczytu i nocą oraz w soboty i niedziele. 

## Tabor
Wszystkie tramwaje do obsługi linii zostały dostarczone przez firmę Alstom (Alstom Citadis 302) – ten sam model tramwajów, które kursują w Madrycie. Wszystkie pojazdy są niskopodłogowe i klimatyzowane, posiadają pojemność 220 miejsc. Mogą się one poruszać z maksymalną prędkością 70 km/h.

## Bilety
Na przejazd obowiązują bilety Consorcio Regional de Transportes de Madrid. Z Przejazdów mogą korzystać również posiadacze biletu abonamentowego na strefę B2.